# Psychologie van arbeid en gezondheid
De psychologie van arbeid en gezondheid (PAGO, ook wel occupational health psychology (OHP) genoemd) is ontstaan uit twee aparte toegepaste disciplines binnen de psychologie, namelijk de gezondheidspsychologie en de arbeids- en organisatiepsychologie. Het veld wordt gewoonlijk gezien als onderdeel van de arbeidspsychologie.
De PAGO houdt zich bezig met de psychosociale kenmerken van de werkomgeving die bijdragen aan de ontwikkeling van gezondheidsgerelateerde problemen in de werkende mens. Ook wordt onderzocht hoe de werkomgeving zodanig aangepast kan worden dat de gezondheid en het welzijn van werknemers toeneemt, zonder dat hun productiviteit daaronder lijdt.
Onderzoekers in deze discipline houden zich bezig met een verscheidenheid aan psychosociale werkkenmerken die gerelateerd zouden kunnen zijn aan lichamelijke en mentale klachten. De lichamelijke gezondheidsklachten variëren van door ongelukken ontstane klachten tot cardiovasculaire problematiek. Mentale gezondheidsklachten betreffen bijvoorbeeld werkstress, burn-out en depressie. Daarnaast bestudeert deze discipline ook de relatie tussen enerzijds werkkenmerken en anderzijds gezondheidsgedrag (zoals roken en alcoholconsumptie) en attituden zoals tevredenheid, betrokkenheid en bevlogenheid. Voorbeelden van dergelijke psychosociale werkkenmerken die gerelateerd zijn aan gezondheid zijn bijvoorbeeld werkdruk en autonomie in het werk, de balans tussen inspanning op het werk en de beloning daarvoor (denk aan het salaris, erkenning, status, promotiemogelijkheden), en de mate waarin leidinggevenden en collega's ondersteuning bieden op het werk.
Een ander belangrijk onderzoeksgebied betreft de mate waarin ervaringen op het werk het functioneren thuis (en vice versa) beïnvloeden..

## Professionele organisaties
Drie belangrijke internationale organisaties die zich bezighouden met de psychologie van arbeid en gezondheid zijn de Society for Occupational Health Psychology (SOHP), de European Academy of Occupational Health Psychology (EA-OHP), en de International Commission on Occupational Health's committee on Work Organisation and Psychosocial Factors (ICOH-WOPS). Twee belangrijke tijdschriften in dit veld zijn het Amerikaanse Journal of Occupational Health Psychology (JOHP) en het Europese Work & Stress (W & S). Deze tijdschriften zijn verbonden met twee van de hiervoor genoemde organisaties (JOHP met de SOHP; W & S met de EA-0HP).

## Oorsprong

### Voorlopers
De fundering van de PAGO is gelegd door diverse personen. De Industriële revolutie in de 19de eeuw zorgde ervoor dat denkers en practici belangstelling kregen voor de aard van het werk, bijvoorbeeld Marx' theorie over de vervreemding van arbeid is bijvoorbeeld zeer invloedrijk gebleken. Taylor's (1911) Principles of Scientific Management en Mayo’s onderzoek in 1920-1930 naar het zogenaamde Hawthorne effect zorgde ervoor dat de arbeider en diens werkomgeving een legitiem onderwerp voor psychologisch onderzoek werd. Marie Jahoda, Paul Lazarsfeld en Ziesels (1971/1932) baanbrekende werk over de impact van werkloosheid op het leven in een kleine Oostenrijkse gemeenschap droeg eveneens bij aan de ontwikkeling van de PAGO.

### Tweede Wereldoorlog – 1970
De start in 1948 van het Institute for Social Research aan de Universiteit van Michigan was een belangrijke stimulus voor onderzoek naar de relatie tussen werkkenmerken en gezondheid, vanwege het interdisciplinaire karakter van het onderzoek dat daar plaatsvond. Veel invloedrijke psychologische en sociologische studies naar arbeid en gezondheid werden opgezet door onderzoekers die aan dit instituut waren verbonden. Onderzoek van Trist en Bamforth (1951) dat liet zien dat de afname in de autonomie van werknemers die gepaard gaat met organisatieveranderingen negatief effect had op hun attituden ten aanzien van het werk was eveneens zeer invloedrijk.

### 1980 – heden
De term occupational health psychology kwam internationaal op in de jaren 1980. In 1987 werd het eerste wetenschappelijke tijdschrift dat gewijd was aan PAGO (W & S) gelanceerd. In 1990 formuleerden Raymond, Wood en Patrick een baanbrekend artikel in de American Psychologist (het verenigingsorgaan van de invloedrijke American Psychological Association, APA) het idee dat één doel van de psychologie zou moeten zijn om 'gezonde werkplekken' te creëren. In 1996 verscheen het eerste nummer van het Amerikaanse tijdschrift Journal of Occupational Health Psychology.
In 1998 organiseerde de ICOH-WOPS een eerste internationale conferentie in Kopenhagen over arbeid en gezondheid. In 1999 werd de European Academy of Occupational Health Psychology (EA-OHP) opgericht. De EA-OHP initieerde een eigen serie internationale conferenties over de psychologische aspecten van arbeid en gezondheid. De Amerikaanse tegenhanger van de EA-OHP, de Society for Occupational Health Psychology (SOHP) werd in 2005 opgericht.
In Nederland werd de eerste (en tot op heden enige) leerstoel in de psychologie van Arbeid en Gezondheid ingesteld in 1995, toen Wilmar Schaufeli aan de Universiteit Utrecht werd aangesteld als hoogleraar op dit terrein. Inmiddels kent Nederland een aantal internationaal bekende onderzoekers op dit terrein; naast Schaufeli zijn dat onder anderen Arnold Bakker (Erasmus Universiteit Rotterdam) en Jan de Jonge (Technische Universiteit Eindhoven). Gezamenlijk redigeerden deze onderzoekers de eerste editie van het bekendste Nederlandstalige leerboek op het terrein van arbeid en gezondheid.

## Onderzoek
Deze sectie beoogt niet een uitputtend overzicht te bieden van al het onderzoek dat tot op heden heeft plaatsgevonden op dit gebied. Wel geeft het onderzoek hieronder een indruk van de breedte en het type onderzoek dat wordt uitgevoerd en het type resultaten dat dit onderzoek oplevert.

### Werkstress en cardiovasculaire klachten

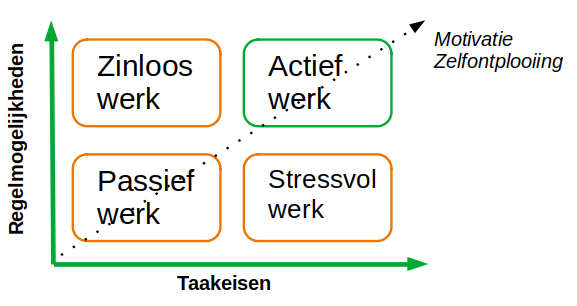
Model van Robert Karasek.

Er is een aantal factoren bekend dat het risico op cardiovasculaire klachten vergroot. Deze risicofactoren omvatten onder andere roken, overgewicht, LDP cholesterol, gebrek aan beweging, en hoge bloeddruk. Echter, ook het werk zou invloed kunnen hebben op het ontstaan van dit soort klachten; daarbij zou het met name gaan om de combinatie van weinig zeggenschap/autonomie op het werk en een hoge werkdruk..
Op basis van twee grootschalige Amerikaanse datasets rapporteerde Murphy (1991) dat ook de werkzaamheden die mensen beroepshalve uitvoeren hierop van invloed zijn, naast de hiervoor genoemde risicofactoren. Het gaat daarbij om werk dat continue waakzaamheid vereist en beroepen waarbij mensen grote verantwoordelijkheid dragen voor anderen. Denk daarbij aan werk in de transportindustrie (luchtverkeersleiders, piloten, buschauffeurs) en leraren. De bevinding dat werkstress bijdraagt aan het ontstaan van cardiovasculaire problematiek is sindsdien vaak gerepliceerd..

#### Effort-reward imbalance en cardiovasculaire klachten
Een bekend werkstressmodel is het effort-reward imbalance model van Siegrist en collega's. Het model veronderstelt dat een hoge inspanning (effort) gekoppeld aan weinig intrinsieke en extrinsieke beloningen (rewards) leiden tot een toename van cardiovasculaire klachten. Deze gedachte is inmiddels diverse malen empirisch ondersteund.

#### Ontslag
Onderzoek heeft laten zien dat het verlies van werk kan leiden tot cardiovasculaire problemen alsook tot meer algemene gezondheidsproblemen.

### Slechte werkomstandigheden en economische onzekerheid in relatie tot distress en verminderd welbevinden

#### Wat is distress?
Een aantal longitudinale onderzoeken hebben bewijs geleverd voor het idee dat slechte werkomstandigheden bijdragen aan de ontwikkeling van distress. Distress heeft betrekking op gevoelens van onwelbevinden die niet noodzakelijkerwijs geclassificeerd kunnen worden als een psychiatrische stoornis. Distress komt vaak tot uiting in affectieve (depressieve) symptomen, psychofysiologische of psychosomatische symptomen (hoofdpijn, maagpijn) en verschijnselen van angst. De relatie tussen werkomstandigheden en distress is daarmee een belangrijk onderwerp van onderzoek. Tevredenheid met het werk is eveneens in deze sectie opgenomen, omdat het een sleutelvariabele betreft in veel onderzoek en daarnaast gerelateerd is aan veel gezondheidsklachten.

#### Werkomstandigheden en distress
Parkes (1982) liet zien dat Britse leerlingverpleegsters die werkzaam waren op chirurgische afdelingen minder distress en meer tevredenheid rapporteerden dan leerlingverpleegsters die op andere afdelingen werkzaam waren. Dit wijst erop dat chirurgische afdelingen een minder zwaar beroep doen op het inlevingsvermogen van verpleegsters dan andere afdelingen. Ook ander onderzoek duidt erop dat werkkenmerken een belangrijke oorzaak kunnen zijn voor stress en gezondheidsklachten.

#### Werkonzekerheid en distress
Binnen de psychologie van arbeid en gezondheid is er in toenemende mate interesse in de effecten van baanonzekerheid op gezondheid. Het bewijs dat chronische baanonzekerheid samenhangt met depressiviteit (distress) is groeiende.